# Sesbania chippendalei
Sesbania chippendalei är en ärtväxtart som beskrevs av Nancy Tyson Burbidge. Sesbania chippendalei ingår i släktet Sesbania och familjen ärtväxter. Inga underarter finns listade i Catalogue of Life.